# Vicente Sánchez
Vicente Martín Sánchez Bragunde (Montevideo, 7 de dezembro de 1979) é um treinador e ex-futebolista uruguaio que atuava como defensor. Atualmente comanda o Cruz Azul.

## Biografia
Foi criado em uma família pobre e sua paixão pelo futebol começou desde pequeno, com a influência de seus irmãos mais velhos. Jogou pela primeira vez numa equipe de seu bairro chamado Maua, depois foi para o Racing e daí para o Sud América. Nas partidas na rua que se disputavam depois dos clássicos de Peñarol, Vicente jogava com jogadores como Richard Núñez e Andrés La Preca. Aos 14 anos trabalhava 4 horas por dia como ajudante em uma farmácia; seu pai era motorista de uma empresa de microônibus e, embora seu pai quisesse que ele estudasse junto com suas irmãs, nunca o obrigaram a fazer, já que não teve a capacidade para estudar.

### Inícios
A primera posição de Vicente Sánchez no futebol foi a lateral esquerda, depois volante esquerdo, logo jogando na posição de 10, na meia-cancha e no final terminou como ponta. Jogava em quinta e quarta divisões até estrear na primera división B com a equipe Institución Atlética Sud América. Foi convocado para a seleção sub-20 do Uruguai com apenas 18 anos de idade, debutando no dia 7 de março de 2001. Com esta equipe teve que viajar para China onde disputaria um torneio, onde a celeste saiu campeã do certame e Vicente obteve o prêmio de goleador do torneio.
Após a passagem pela equipe natal, Vicente vai para o Tacuarembó Fútbol Club, onde fez um bom trabalho. Pode-se dizer que esta equipe foi a que o levou à fama.
Em 2001, foi chamado ao Nacional de Montevidéu, equipe que acompanhava desde pequeno; esteve lá durante 8 meses e jogou na Copa Libertadores. Para o "Torneio de Inverno" 2001 no México, o diretor técnico Ricardo La Volpe o convidou a viajar para jogar na equipe que dirigia e, embora tivesse ofertas europeias, sua admiração por José Saturnino Cardozo e Carlos María Morales, fizeram com que o jogador decidisse pelo México, indo para o Toluca. Chegou ao futebol mexicano de maneira discreta, poucos o conheciam. No Uruguai, jogava como meia ofensivo, mas Ricardo La Volpe o colocou como atacante ao lado de José Cardozo, e Sánchez começou a responder rápido com gols.
Seu temperamento o prejudicou em algumas partidas, sendo expulso cinco vezes, uma delas muito lembrada, pois oi na liga de verão 2002 ao serem eliminados pelo Necaxa no Estádio Nemesio Díez e no final do confronto buscou o árbitro para tirar satisfações, mas não aconteceu nada de grave.
Porém, destaca-se por sua qualidade futebolística acima de seus ataques de ira, produto da impotência ao perder uma partida, o qual demonstra ser um ganhador e com maturidade vai controlando-se melhor para render mais em campo.

### Sua experiência no México
Estreou pelo Deportivo Toluca em 20 de julho de 2001, jogando contra a equipe do León, jogo no qual fez 4 gols e terminou 5-1. Com Cardozo formou um dos melhores ataques do futebol mexicano, o que os levou a vencerem seu segundo campeonato juntos no torneio "Apertura 2002".
Em 2005, junto com jogadores como Rodrigo Díaz e Ariel Rosada, venceu o campeonato em uma final considerada muito polêmica contra a equipe do Monterrey, onde o uruguaio fez 3 dos 6 gols de sua equipe, um na partida de ida, em Toluca; e 2 na partida de volta, em 18 de dezembro de 2005, em Monterrey; formando o resultado de 6-3 na soma dos dois jogos.
Em 2006 disputou a final contra a equipe do Guadalajara, mas sua equipe terminou em segundo lugar no torneio.
Em 2007 Foi nomeado para a Bola de Ouro como melhor meia ofensivo e melhor jogador do torneio Apertura 2006; e na entrega do dia 6 de agosto de 2007 ganhou os dois troféus das categorias para as quais tinha sido nomeado.

### Schalke 04
Depois de muito discutir sobre o tema, Vicente Sanchez emigrou para o futebol europeu para jogar na Bundesliga alemã pela equipe do Schalke 04.
Em 15 de fevereiro de 2008, Vicente marcou seu primeiro gol pelo clube alemão, aos 65 minutos de jogo, na derrota de 1 a 2 para o VfL Wolfsburg.
Vicente saiu da equipe alemã para defender as cores do América do México.

### Seleção nacional
Em 2004, foi convocado para aseleção principal de seu país para jogar a Copa América e, apesar de nas semifinais ter perdido um pênalti contra a seleção brasileira, na decisão de terceiro lugar conseguiu marcar 2 gols e desempatar a partida, para que o Uruguai chegasse ao terceiro lugar.
Em 2006, jogou novamente pela seleção, mas nesta não conseguiu a qualificação para  mundial da Alemanha, ao perder para a Austrália.
Em 2007, foi convocado para a seleção para jogar a Copa América, só jogando duas partidas inteiras e marcou o primeiro gol dos uruguaios na dita edição do torneio. Desafortunadamente, a equipe uruguaia não conseguiu avançar até a final desta competição já que foram derrotados nos pênaltis para o Brasil, e tiveram que enfrentar o Mexico pela medalha de terceiro lugar, sem conseguir a medalha e ficando a somente um passo do pódio da competição.

## Títulos

### Como Jogador
Toluca
- Liga MX: Apertura 2002 , Apertura 2005
- Copa dos Campeões da CONCACAF: 2003

Uruguai
- Copa América: 3º lugar - 2004

Individual
- Bola de Ouro da Primeira Divisão Mexicana : Apertura 2006

### Como treinador
Cruz Azul
- Copa dos Campeões da CONCACAF: 2025[8]